# Einzug (Typografie)

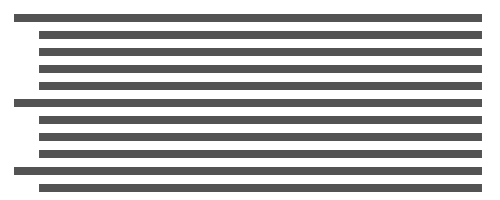
Hängender Einzug

Ein Einzug bezeichnet in der Typografie einen Leerraum zu Beginn der ersten Zeile eines Absatzes.
Vor allem beim Satz umfangreicher Texte (wie in Büchern) werden Einzüge gern verwendet, um Texte zu strukturieren. Das Auge kann dadurch leicht die Absätze erkennen, ohne dass der Lesefluss unterbrochen wird, wie es bei Leerzeilen der Fall ist.
Die Größe des Einzugs richtet sich nach Schriftgröße und Satzbreite; im Werksatz galten früher zwei Gevierte als größter zulässiger Einzug. Üblich ist heute ein Geviert. Der Ausgang, so heißt die nicht voll ausgefüllte letzte Zeile eines Absatzes, sollte den Einzug decken, das heißt immer weiter „laufen“ als der folgende Einzug.
Für den ersten Absatz unter einer Überschrift gibt es unterschiedliche Handhabungen des Einzugs. Im Amerikanischen soll er oft entfallen, weil hier keine zusätzliche Trennfunktion erforderlich ist. Im klassischen deutschen (europäischen) Schriftsatz erhielten früher alle Absätze einheitlichen Einzug, was in der modernen Buchproduktion nicht mehr üblich ist.
Üblicherweise erhalten heutzutage nur auf Absätze folgende Absätze einen Einzug. Der erste Absatz nach einer Überschrift, nach einer Leerzeile oder sonstigen Einschüben – wie längeren Zitaten, Abbildungen, Tabellen, Aufzählungen und dergleichen – beginnt stumpf (d. h. ohne Einzug). Zu weiteren Einzelheiten siehe Absatz.
Beim hängenden Einzug wird die erste Zeile eines Absatzes auf volle Breite gesetzt, während alle weiteren Zeilen eingerückt werden – die erste Zeile „hängt“ somit links aus dem Spaltenrand heraus.

## Digitale Texte und Internet
CSS gibt mit
```
p
 
{
 
text-indent
:
 
1.5
em
 
}

```

eine einfache Möglichkeit zur Definition des Einzugs.
Um nur Absätze einzurücken, die auf andere Absätze folgen (d. h. nicht nach Überschriften, Listen, Abbildungen etc.), kann mit CSS.2 der „Nachfolger“-Selektor + („adjacent “) verwendet werden:
```
p
+
p
 
{
 
text-indent
:
 
1.5
em
 
}

```

Handelt es sich nicht um eine als Webtext gestaltete Seite mit sehr kurzen Absätzen, sondern beispielsweise um belletristische Literatur mit langen Absätzen, so ist es heute empfehlenswert, bei diesen Textarten wieder zur klassischen Anordnung zurückzukehren, da die Lesbarkeit verbessert wird.